# Stefan Roduner
Stefan Roduner (* 11. September 1966 im Kanton Zürich) ist ein Schweizer Schriftsteller.

## Leben
Stefan Roduner wuchs im Zürcher Weinland auf. Nach der Schulzeit absolvierte er eine Lehre als Offsetdrucker. Im Jahr 1999 zog er ins Zürcher Unterland in die Flughafenregion. Seit 2017 schreibt er Kriminalromane, die in seiner Wohnregion spielen. Auch beruflich hat er mit Menschen zu tun, die Straftaten begangen haben: Seit 18 Jahren arbeitet er im Justizvollzug. Roduner ist Mitglied im Verein Krimi Schweiz – Verein für schweizerische Kriminalliteratur.

## Werk
- Tränen der Unschuld. Vicon Verlag, Niederhasli 2017, ISBN 978-3-9524761-0-9.
- Holder Engel. Vicon Verlag, Niederhasli 2018, ISBN 978-3-9524761-4-7.
- Heimliche Zeugen. Vicon Verlag, Niederhasli 2020, ISBN 978-3-9524761-7-8.
- Blutrote Leidenschaft. Neptun Verlag, Bern 2024, ISBN 978-3-85820-347-2.
- Mordslast. Vicon Verlag, Niederhasli 2024, ISBN 978-3-9525921-5-1.